# Pernink
Pernink (en allemand : Bärringen) est une commune du district et de la région de Karlovy Vary, en Tchéquie. Sa population s'élevait à 595 habitants en 2020.

## Géographie
Pernink est arrosée par la rivière Bystřice et se trouve à 7 km au sud-ouest de Nejdek, à 17 km au nord-nord-ouest de Karlovy Vary et à 155 km à l'ouest de Prague.
La commune est limitée par Potůčky et Boží Dar au nord, par Abertamy à l'est, par Merklín au sud, par Nejdek au sud-ouest et par Nové Hamry et Horní Blatná à l'ouest.

## Histoire
La première mention écrite de la localité date de 1532.

## Administration
La commune se compose de trois quartiers :
- Bludná
- Pernink
- Rybná